# Barbara Iwaszkiewicz-Bilikiewicz
Barbara Iwaszkiewicz-Bilikiewicz (ur. 5 lutego 1935 w Poznaniu, zm. 26 kwietnia 2011 na Słowacji) – polska okulistka, profesor nauk medycznych związana z Katedrą i Kliniką Chorób Oczu Akademii Medycznej w Gdańsku.

## Życiorys
Pochodziła z rodziny inteligenckiej. Okres II wojny światowej spędziła z matką na Wileńszczyźnie oraz w Warszawie, skąd wyjechała po powstaniu warszawskim. Po wojnie zamieszkała w Kaliszu, gdzie uczęszczała do Gimnazjum Najświętszej Rodziny. Gdy jej ojciec Jarosław Iwaszkiewicz (lekarz otolaryngolog) powrócił z Anglii do Polski, cała rodzina przeprowadziła się do Gdańska, gdzie Barbara ukończyła liceum oraz studia medyczne.
Po uzyskaniu dyplomu lekarza podjęła pracę w Klinice Okulistyki gdańskiej Akademii Medycznej, kierowanej wówczas przez Ignacego Abramowicza. W czasie, gdy gdańską Kliniką Okulistyki kierował prof. Jerzy Morawiecki, uzyskała habilitację na podstawie rozprawy Fotokoagulacja laserem argonowym zmian przedniego odcinka oka i ciała szklistego na podstawie własnych badań klinicznych i doświadczalnych. W 1980 otrzymała profesurę i objęła funkcję kierownika macierzystej kliniki i stanowisko to piastowała przez 25 lat, do roku 2005. Swoje prace publikowała głównie w „Klinice Ocznej".
Zginęła 26 kwietnia 2011 w wypadku samochodowym na Słowacji. Została pochowana na gdańskim cmentarzu Łostowickim.

## Odznaczenia
Została odznaczona: Krzyżem Oficerskim Orderu Odrodzenia Polski (2005), Srebrnym i Złotym Krzyżem Zasługi, Medalem Komisji Edukacji Narodowej, Odznaką Honorową PCK, Medalem w Obronie Morskich Granic Polski Ludowej oraz Medalem 40-lecia Szpitala Marynarki Wojennej.

## Życie prywatne
Była żoną lekarza psychiatry Adama Bilikiewicza.